# Samuele Romanin
Samuele Romanin, né en 1808 et mort le 9 septembre 1861, est un historien italien.

## Biographie
Il naît dans une famille juive pauvre de Trieste. Ayant été orphelin dans sa jeunesse, il subvient aux besoins de ses frères et sœurs plus jeunes en  donnant des cours de français et d'allemand. En 1821, il s'établit à Venise, où il traduit en italien Die Geschichte der Assassinen aus morgenländischen Quellen et Geschichte des osmanischen Reiches d'Hammer-Purgstall. Il publie ensuite sa propre Storia dei Popoli Europei alla Decadenza dell'Impero Romano (1842-1844). Il enseigne dans une école privée et est assermenté interprète en allemand devant les tribunaux de justice; lors de l'expulsion des autrichiens en 1848, il est nommé professeur d'histoire par le gouvernement provisoire, et donne des cours d'histoire vénitienne à Ateneo Veneto. En 1852, il commence à publier sa monumentale Storia documentata di Venezia, mais bien qu'il ait terminé le travail, le portant jusqu'à la chute de la république de Venise en 1798, il ne peut voir la publication terminée, car il meurt d'apoplexie en septembre 1861; parmi ses papiers ont été trouvés tous les documents qui devaient être ajoutés, et l'index. Le dixième et dernier volume a été publié en 1861,.
Après la mort de Romanin ses conférences sur l'histoire vénitienne ont été publiés en deux volumes en 1875. Parmi ses autres œuvres figurent : Gli Inquisitori di Stato di Venezia (1858), Bajamonte Tiepolo e le sue ultime vicende (1851) et Venezia nel 1789 (1860).